# Брасово
Бра́сово — историческое село в составе Брасовского района Брянской области. Единственный населённый пункт Брасовского сельского поселения.
Расположено в 3 км к северо-востоку от районного центра — посёлка Локоть. В 2 км к западу от села — одноимённая железнодорожная станция на линии Брянск-Льгов.

## История
Село впервые упоминается в Литовской метрике под 1496 годом. В XVI веке — в составе Пьяновской волости Брянского уезда, с 1570-х гг. — становой центр Комарицкой волости (с 1636 — в составе Севского уезда). В 1638 упоминается как один из пунктов путешествия игумена Афанасия Берестейского.
Церковь Святителя Василия Великого в Брасове упоминается с 1628 года (частично сохранилось каменное строение 1780 года, значительно обезображенное в советское время).
С 1741 года Брасово становится центром владений Апраксиных.
В 1778—1782 входило во временно образованный Луганский уезд. С 1861 по 1929 — центр Брасовской (Апраксинской) волости, крупнейшее село Севского уезда (свыше 3 тыс. жителей).
С 1882 — во владении великих князей Романовых: сначала Георгия Александровича, а затем его брата, Михаила Александровича. Размеры имения составляли 150 тысяч десятин.

Несмотря на утрату ряда сооружений, это один из немногих сохранившихся на Брянщине усадебных комплексов периода эклектики посл. трети 19 в., включающий характерную для имений этого времени развитую хозяйственную часть. Основу планировки усадьбы составлял обширный парк с геометрически четкой системой построения, определявшейся двумя взаимно перпендикулярными парковыми аллеями. Главная, длинная берёзовая аллея (ныне улица села) шла от дома-дворца к железнодорожной станции Брасово. Другая, липовая аллея вела в юго-западную часть парка к конному заводу и далее к винокуренному. 

Ведущую роль в комплексе играл двухэтажный дворец с двумя полукруглыми пандусами, охватывающими площадку перед ним с круглым фонтаном в центре (здание сгорело во время Великой Отечественной войны). От дома ступенями террас территория спускалась к нижнему парку с развитой системой прудов, ныне в основном заросших. На большой поляне стоит дом архитектора, обращённый фасадом к одному из прудов. В парке, состоявшем из местных пород деревьев и кустарника, выделялись немногочисленные экзотические растения; в его состав были включены также отдельные участки естественного леса.

Интерьеры усадьбы запечатлел художник С. Ю. Жуковский
До начала XX века в селе были развиты многие ремёсла (производство сукна, головных уборов, мебели, деревянной посуды и др.) и ярмарочная торговля. В 1874 была открыта земская школа.
В 1929—1931 годах являлось административным центром Брасовского района; район сохранил своё название до настоящего времени.

## Население
|               | 1707 | 1782 | 1816 | 1850 | 1866 | 1894 | 1926 | 1979 | 1989 | 2002 |
| ------------- | ---- | ---- | ---- | ---- | ---- | ---- | ---- | ---- | ---- | ---- |
| Число жителей | 300  | 796  | 933  | 1669 | 2003 | 2890 | 3260 | 2195 | 1920 | 1675 |

| 2010  | 2012  | 2013  | 2014  | 2015  | 2016  | 2017  |
| ----- | ----- | ----- | ----- | ----- | ----- | ----- |
| 1501  | ↗1515 | ↘1504 | ↘1495 | ↘1471 | ↘1448 | ↘1409 |
| 2018  | 2019  | 2020  | 2021  |       |       |       |
| ↘1363 | ↘1322 | ↘1319 | ↘1241 |       |       |       |

## Достопримечательности

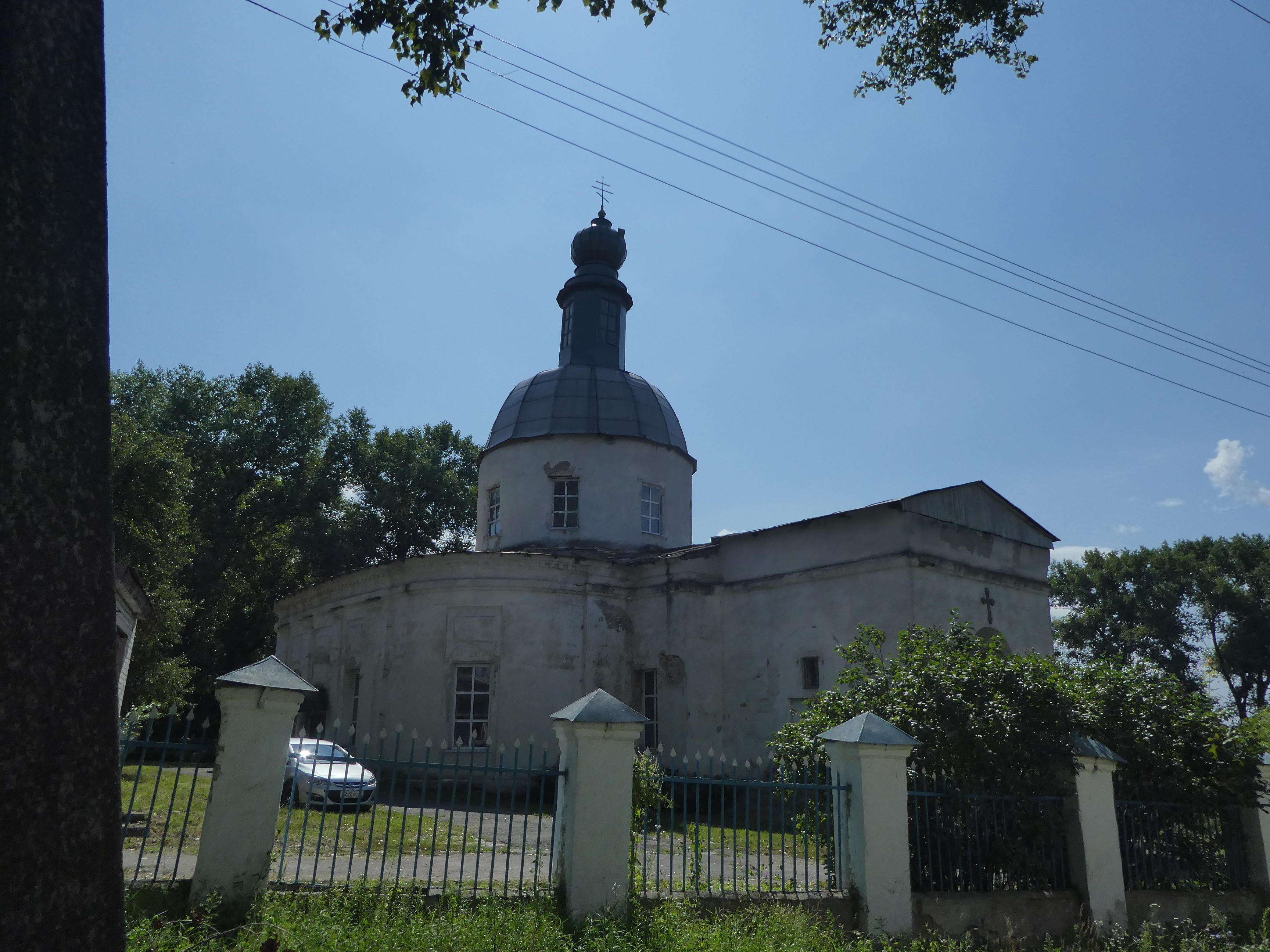
Брасово, Васильевская церковь

До настоящего времени сохранились ряд жилых и хозяйственных построек (конец XVIII — начало XX вв.) бывшего графского имения с каменным усадебным храмом (1778—1780).
У южной окраины села — остатки поселения эпохи бронзы.

## Известные уроженцы
- Сенющенков, Виктор Тихонович (1923—1998) — Герой Советского Союза.
- Славин, Николай Васильевич (1903—1958) — советский военный деятель, разведчик и дипломат, генерал-лейтенант.
- Из села Брасово происходит род дизайнера Артемия Лебедева[16].